# Garde finlandaise

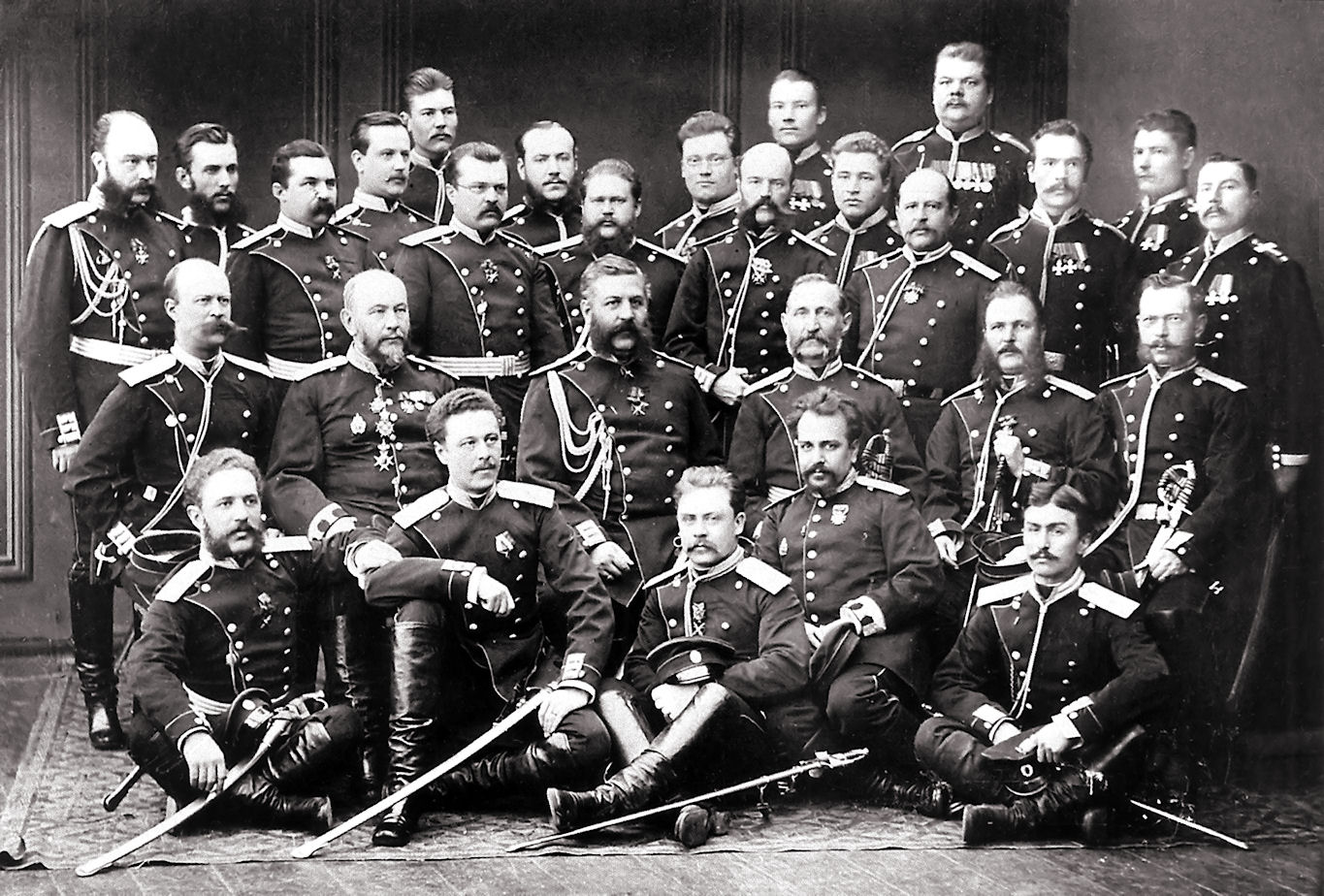
Officiers et sous officiers de la Garde revenant de la Guerre russo-turque de 1877–1878.

La garde finlandaise (en finnois : Suomen kaarti ou officiellement Henkikaartin 3. Suomen Tarkk’ampujapataljoona ; en suédois : Livgardets 3:e finska skarpskyttebataljon ; en russe : Лейб-гвардии 3-й стрелковый Финский батальон) a existé de 1817 à 1905 en le Grand-duché de Finlande. Elle était la seule garde finlandaise intégrée dans la garde impériale russe.